# Mina San José
El yacimiento o mina San José fue un yacimiento ubicado 29 km al noroeste de Copiapó y 33 km al este de Caldera, en la Provincia de Copiapó, de la Región de Atacama en Chile. Aunque inicialmente su producción era de plata, finalmente se extraía de ella oro y cobre, principalmente.

## Historia
Su explotación comenzó hacia mediados del siglo XIX; en 1840 conformaba parte del mineral San Francisco. Para 1851 es una de las cuatro minas de mayor riqueza en la zona de Atacama. En 1869 tuvo una producción de 88 742 kg de plata fina, mientras que en 1876 ésta fue de 61 952 kg. En 1872, Eduardo Abott era propietario de la mina, figurando en los registros como "socio de temporada".
Durante la década de 1980, la propiedad de la mina pasó a manos de la empresa San Esteban Primera S.A., fundada por el inmigrante húngaro George Kemeny Letay. Kemeny falleció en 2000, pasando la administración del yacimiento a sus hijos Marcelo y Emérico Kemeny Füller, arquitecto y fotógrafo, quien falleció en 2005 a causa de un cáncer de pulmón. A fines del 2004, ingresa a la propiedad de la empresa Alejandro Bohn, como controlador y Gerente General, según consta en escrituras legales.
Durante la década de 2000 registró dos accidentes fatales, uno en marzo del 2004 y el segundo en enero del 2007. El primero sucedió en un sector subterráneo donde se prohibía la circulación y estacionamiento de maquinaria, y el segundo ocurrió por un planchón, o caída puntual de roca, en un punto de la rampa de acceso. Debido a este último, la mina estuvo temporalmente cerrada entre enero de 2007 y el 30 de mayo de 2008, fecha cuando su reapertura fue autorizada por el Servicio Nacional de Geología y Minería (Sernageomin), después de un exhaustivo proceso de revisión y comprobación de que geomecánicamente era segura. Se implementó a partir de esta reapertura, un proceso continuo y estándar de fortificación en las zonas de producción y puntual en las zonas de rampa. Se elevaron todas las medidas de seguridad introduciendo cuadrillas de fortificación, equipos especialmente dedicados a estas tareas y todos los elementos para realizar y controlar este proceso. Se contrataron prevencionistas de riesgo clase A y B adicionales (la mina ya contaba con un Prevencionista Senior Clase A según consta en los contratos), y se contrató un geomecánico de planta para supervisar y controlar la seguridad de la mina y sus accesos en forma diaria (previamente se tenía asesoría externa puntual según consta en los libros de control geomecánico). Al mismo tiempo se introduce la práctica de trabajo con equipos de carga de perfil bajo, conocidos en la industria minera como LHD o scoop, con la modalidad de operación a control remoto, con el fin de elevar la seguridad operativa al máximo que conoce la industria minera mediana.
Dentro de las medidas adicionales de seguridad introducidas durante enero de 2009, según consta en la investigación (hay fotografías y plano disponible) que se realizó a partir del accidente del 2010, la empresa complementó su estrategia de refugio móvil con la construcción de un refugio fijo de 50 metros cuadrados, completamente fortificado, con piso embaldosado, aire comprimido, puerta de cierre hermética, camilla, sillas, frazadas, botiquín, tres equipos autorrescatadores, dos tubos de oxígeno, citófono de comunicación a superficie y alimentos y agua potable, según se requiere por reglamento minero.
El 3 de julio de 2010 el minero Gino Cortés sufre la pérdida de una de sus piernas, debido a un desprendimiento de material rocoso, en el nivel 60 NNE de la mina, debido a la no reposición de una malla de fortificación del techo, por parte de uno de los turnos de trabajo. Sin embargo, la investigación demostró que el libro de novedades indicaba que sí se había cambiado. En todo caso, este desprendimiento de roca puntual fue en un nivel muy inferior y no tuvo ninguna relación geomecánica con el accidente imprevisible de agosto del 2010.

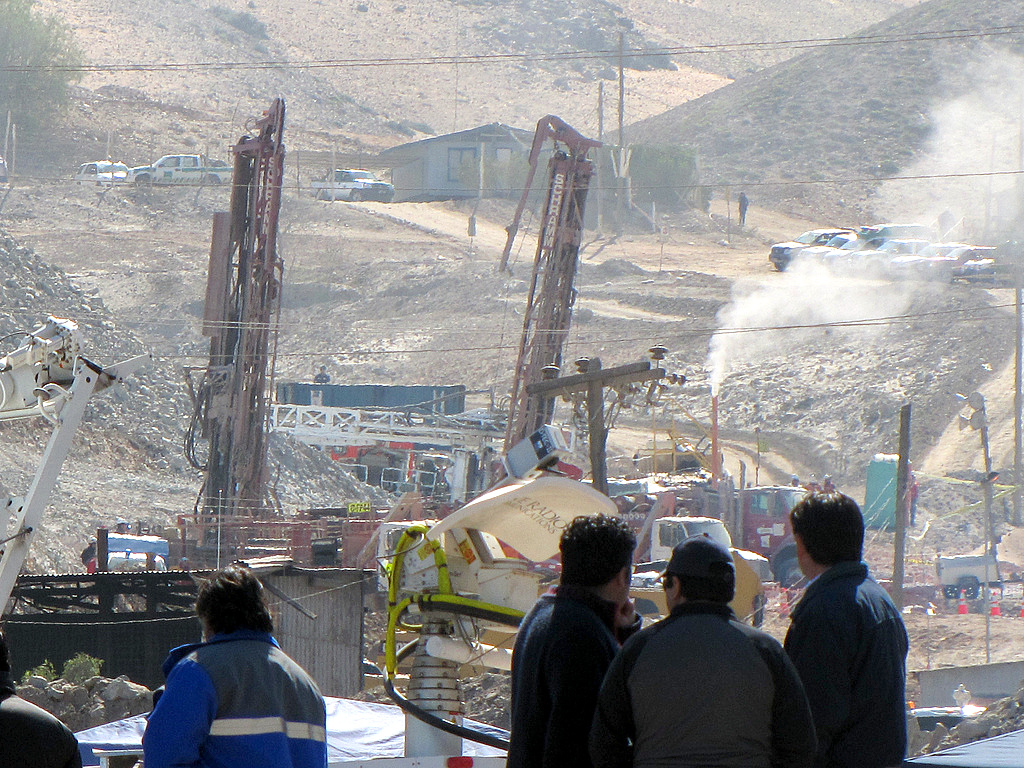
Vista de la mina San José durante las labores de rescate de los 33 mineros.

### Accidente minero de 2010
El 5 de agosto de 2010 quedaron atrapados 33 mineros en la mina, debido a un derrumbe que se produjo a 622 metros de profundidad. Sólo el día 22 de agosto se supo que todos estaban con vida, gracias a un mensaje enviado desde el interior a través del sondaje. Tras semanas de perforación, el rescate se concretó con éxito el día 13 de octubre.
Durante el tiempo en que los mineros estuvieron atrapados en la mina, se formó alrededor de ella un asentamiento con los equipos de rescate, familiares y prensa, que se hizo conocido como "Campamento Esperanza".